# Oldfjällen
Oldfjällen (Das Olden-Gebirge) ist ein schwedisches Gebirge an der Grenze zwischen Norwegen und Schweden. Es ist ein Teil des Skandinavischen Gebirges (Fjäll). Das Gebirge befindet sich im nördlichen Offerdal in der Gemeinde Krokom in der Provinz Jämtlands län.
Der höchste Berg in Oldfjällen ist Makkene (1266 m ö.h.), dicht an der norwegischen Grenze. Andere Berge sind Oldklumpen (879 m), Lappluvan (Südsamisch: Goeptelssjienie, 1058 m), Himmelsraften (Südsamisch: Skaeddrie, 1211 m) und Stuore-Tjåure (1229 m).
In den bewohnten Teilen des Oldfjällen-Gebirges gibt es seit dem Frühmittelalter eine samische Bevölkerungsgruppe, vor allem in den Dörfern Jänsmässholmen, Olden und Frankrike. 

## Literatur

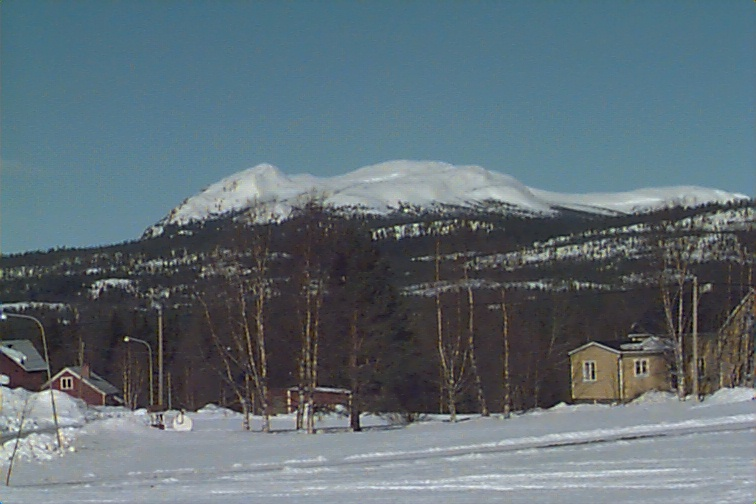
Oldklumpen im Winter